# Сухопутні війська Румунії
Сухопутні війська Румунії (рум. Forțele Terestre Române), також Румунська армія — наземний компонент, найбільший за чисельністю вид збройних сил Збройних сил Румунії, призначений для ведення активних бойових дій на сухопутних театрах воєнних дій. Один із трьох видів Збройних сил Румунії, разом з військово-морськими та повітряними силами.
Датою заснування румунської армії вважається 24 листопада 1859 року, відразу після об'єднання Волощини та Молдови. Першим командувачем став домнітор Александру Йоан Куза, князь і перший монарх об'єднаної Румунії.
Сухопутні війська Румунії брали участь у Другій Балканській війні, в Першій світовій війні разом із силами Російської імперії протистояла Центральним державам і, незважаючи на початкові невдачі, виграла вирішальні битви під Мерешті та Мерешешті. Протягом більшої частини Другої світової війни (до 23 серпня 1944 року) румунські війська підтримували країни Осі, воюючи проти СРСР на Східному фронті. З серпня 1944 року і до кінця війни Румунія воювала проти Німеччини під контролем Радянського Союзу. Коли комуністи захопили владу після Другої світової війни, армія зазнала реорганізації та радянізації.
Після Румунської революції через брак коштів багато підрозділів було розформовано, а велика частина техніки списана та утилізована. Однак з кінця 1990-х років відбувся ряд позитивних змін, і рівень бойової готовності румунської армії значно зріс; з 1996 року військовий бюджет зріс більш ніж у чотири рази — з 636 млн дол. до 2,8 млрд дол. у 2007 році.
Сухопутні війська Румунії є основним компонентом збройних сил Румунії. В останні роки румунська армія зазнала повної професіоналізації, ліквідації загальної військової повинності та капітального оновлення оснащення, озброєння й військової техніки Сухопутних військ.

## Призначення
- Сухопутні війська Румунії являють собою найважливіший компонент збройних сил Румунії, і призначені для здійснення різних військових дій, що мають наземний або аеромобільний характер, в будь-якій зоні чи напрямку.
- Сухопутні війська повинні самостійно або у взаємодії з іншими видами збройних сил Румунії організовувати та проводити операції оборонного або наступального характеру для відбиття вторгнення противника та його розгрому, будучи частиною національних або багатонаціональних військових формувань.
- Частина формувань румунської армії, що входять до поточного складу оперативної структури Сухопутних військ, повинна мати можливість проводити воєнні дії за межами національної території разом із міжнародними військовими силами.

## Історія

### Заснування румунської армії
Перша спроба створити незалежну румунську армію була здійснена під час Волоської революції 1848 року Георге Магеру. Штаб армії базувався в Раурені (нині частина Римніку-Вилча). Однак Магеру наказав своїм військам розпуститись, коли османські сили прорвалися до Бухареста, щоб придушити революцію.
Сучасні Румунські сухопутні війська були сформовані в 1859 році, одразу після об'єднання Волощини з Молдовою, і ними керував домнітор Александру Йоан Куза, князь Об'єднаного князівства Волощини та Молдови до його зречення у 1866 році. У 1877 році, за часів Російсько-турецької війни, на прохання Великого князя Росії Миколи Миколайовича, румунська армія об'єдналася з російськими військами, і на чолі з королем Каролем I брала участь у війні за незалежність Румунії. Вони брали участь в облозі Плевни та кількох інших битвах той війни. Румуни перемогли у війні, але зазнали близько 27 000 жертв. До Першої світової війни румунська армія фактично не брала активної участі у жодних серйозних воєнних діях.
Румунська армія вступила у Другу Балканську війну проти Болгарії, що дозволило Румунії анексувати Південну Добруджу (також відому як Кадрилатер). Хоча було мобілізовано близько 330 000 військовослужбовців, румуни зустріли невеликий опір у Болгарії, отже, це збройне зіткнення не вважається серйозним конфліктом у військовій історії Румунії. Це було пов'язано з історичними претензіями на землю, і ця територія більше не належить Румунії.

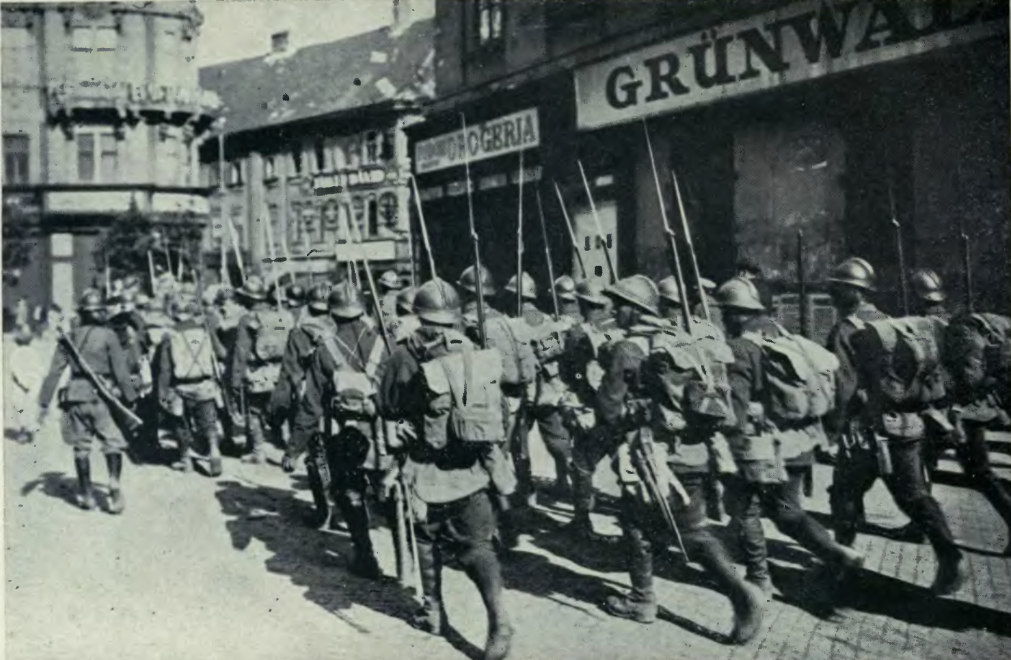
Румунські війська в окупованому Будапешті. Румунська інтервенція в Угорщину. 1919

### Румунія в Першій світовій війні
27 серпня 1916 року Румунське королівство, після довгих вагань та в пряме порушення таємної угоди з Троїстим союзом, оголосило війну колишнім партнерам по договору й відразу розпочало наступ на Трансильванію. Попри незначному первинному успіху, коли румунські армії (1-ша, 2-га та Північна) разом з російськими військами увійшли до Трансильванії (тоді частина Австро-Угорської імперії), але на одинадцятий день наступ зупинився. Незабаром румунська армія зазнала нищівної поразки від спільних дій німецької, австро-угорської, османської та болгарської армій.
У вересні 1916 року формування 1-ї австро-угорської армії генерал-оберста А. фон Штрауссенбурга, посилені 8 німецькими дивізіями та Альпійським корпусом під загальним командуванням генерала від інфантерії Еріха фон Фалькенгайна, зупинили подальше просування румунських військ, завдали серйозного удару біля міста Хацег, а згодом під потужними ударами австро-німецьких армій румунська армія була розгромлена та відступила назад до Карпат. 18 вересня 1916 року.
Надалі австро-угорські та османські війська вторглися на південь Румунії, змусивши країну вести війну на два фронти. До кінця 1916 року Центральні держави заглибились у Румунію і завоювали південну частину країни (Волощину, включаючи Бухарест). Румунські війська на чолі з маршалом Константином Презаном відступили до північно-східної частини Румунії (Західної Молдови). За лічені місяці дві третини Румунії були окуповані противником. Улітку 1917 року Презан за сприяння майбутнього маршала генерала Іона Антонеску успішно захистив решту незайнятих територій від німецьких та австро-угорських військ на чолі з генерал-фельдмаршалом Августом фон Макензеном. Генерал Александру Авереску очолив 2-гу румунську армію, яка 22 липня — 1 серпня 1917 року здобула перемогу у битві під Мерешті, а з 6 серпня до 8 вересня 1917 року перемогла у битві під Мерешешті.
Однак, згодом у результаті російської революції країна опинилася на краю катастрофи й на фоні подій у Російської імперії 1917 року, вимушено пішла на підписання кабального Бухарестського миру з Центральними державами.
Пізніше, після успішного наступу Антанти на Салонікському фронті, який вивів Болгарію з війни, Румунія знову вступила у війну 10 листопада 1918 року, за день до її закінчення на Заході, й вийшла переможницею у Першій світовій війні.

### Інтербелум
У грудні 1918 року після завершення Першої світової війни Національні збори румунів Трансільванії та Угорщини проголосили союз з Королівством Румунія. Пізніше, у квітні 1919 року, новостворена Угорська Радянська Республіка пообіцяла повернути окуповані території силою, а угорські війська напали на румунські формування в Трансільванії. У серпні 1919 року румунська армія розгромила угорців і окупувала Будапешт.
У червні-липні 1940 року Червона армія провела військову операцію з метою примусової передачі Румунією Бессарабії та Північної Буковини до складу СРСР. Радянською стороною ця операція планувалася як повномасштабне військове вторгнення до Румунії, але, за кілька годин до початку операції, король Румунії Кароль II прийняв ультиматум радянської сторони й погодився передати Бессарабію та Північну Буковину Радянському Союзу. Румунська армія фактично не чинила опір і відступила за річку Прут.

### Румунія в Другій світовій війні
15 вересня 1940 року у Румунії було сформовано новий фашистський уряд, в якому переважали члени «Залізної Гвардії» і лідером якого став генерал (пізніше маршал) Іон Антонеску. Нове фашистське керівництво крайньо-правої фашистської організації «Залізна Гвардія» проголосило Румунське королівство націонал-легіонерською державою та зовнішньополітичний курс країни повернувся на укріплення союзу з Третім Рейхом і Королівством Італія. 23 листопада 1940 року фашистська Румунія підписала Троїстий пакт з державами Осі.
У липні 1941 року румунські війська взяли участь в операції «Барбаросса». 22 червня 1941 року з 3-ї, 4-ї армій, 2-го армійського корпусу та 11-ї піхотної дивізії були сформовані Експедиційні сили, так звана група армій «Антонеску». 2 липня румунська армія разом із військами вермахту вторглися до Радянського Союзу в Бессарабії та на півдні України. Перший наступ групи армій спільно з 11-ю німецькою армією, операція «Мюнхен», дозволив Румунії повернути територію безпосередньо на схід від Дністра, окуповану за рік до того Радами. Перші великі битви румунські війська побачили під Одесою та Севастополем, а в 1942 році під час операції «Блау» разом з іншими силами Осі румуни просунулися глибше на територію СРСР.
У листопаді 1942 року під час контрнаступу Червоної армії під Сталінградом сталася найстрашніша поразка румунських експедиційних сил на Східному фронті. Розкинуті на значних відстанях сили 3-ї армії (на північ від Сталінграда) та 4-ї армії (дислоковані на південь від Сталінграда) підпали під потужний удар значно переважаючих радянських ударних угруповань, тому румунські формування за декілька днів зазнали сукупних втрат понад 158 000 людей.
З 1944 року, у ході наступу радянських армій політична ситуація в Румунії ставала все напруженіше. Протягом квітня-травня 1944 року румунські війська на чолі з генералом Міхаєм Раковіце разом з елементами німецької 8-ї армії вели напружені бої за захист Північної Румунії під час першого радянського наступу на Ясси та Кишинів і брали участь у битвах за Тиргу-Фрумос. Наприкінці серпня 1944 року Червона армія завдала нищівної поразки німецько-румунським військам та вступила на територію Румунії. 23 серпня 1944 року у Королівстві стався переворот під проводом румунського короля Міхая I, результатом якого стало повалення уряду маршала Антонеску та створення прорадянського уряду.
Незабаром Румунія оголосила війну нацистській Німеччині, і 1-ша та 4-та румунські армії на стороні радянських військ розпочали воєнні дії проти свого колишнього союзника — вермахту. Вигнавши з Румунії останню частину німецьких військ, румунські армії продовжили наступ у країнах Східної Європи та брали участь в облозі Будапешта та Празькому наступі в травні 1945 року.

### Холодна війна
Після завершення війни в Європі в ході радянської окупації Румунії під наглядом Червоної Армії пройшла повна реорганізація сухопутних військ Румунії. Спочатку з лав армії були вигнані усі про-німецькі налаштовані елементи. Ще в 1944—1945 роках із румунських добровольців було сформовано дві дивізії — колишні військовополонені, які навчалися та виховувалися в Радянському Союзі під час війни, а також багато комуністичних активістів. Однією була 1-ша румунська добровольча піхотна дивізія імені Т. Владимиреску під командуванням полковника Ніколае Камбря, та другою — 2-га румунська добровольча піхотна дивізія «Хорія, Клошка та Кришана» під командуванням генерала Міхая Ласкера (який згодом з 1946 по 1947 рік був міністром оборони Румунії). Ці два формування стали ядром нових сухопутних військ Румунії під контролем СРСР. Під час повоєнної реорганізації Сухопутних військ проведені кардинальні зміни у кавалерії, але цей рід військ зник у листопаді 1954 року після розформування останнього кавалерійського з'єднання — 59-ї кавалерійської дивізії в Ораді.
Після того, як Румунська робоча партія захопила політичну владу, розпочалася радянізація армії під наглядом нового міністра оборони Еміля Боднераша. 30 % офіцерів та унтер-офіцерів (переважно досвідчені солдати та потенційне джерело опозиції) були звільнені з військової служби за свої політичні погляди та походження. На початку холодної війни відбувалося копіювання радянської моделі військово-політичної організації та зміна військової доктрини ведення бойових дій, у контексті інтеграції Румунії в стратегічну систему Радянського Союзу.
На початку 1950-х років румунська армія нараховувала 12 стрілецьких, одну механізовану та одну танкову дивізії у своєму складі. У період з 1960 по 1964 роки стрілецькі та механізовані дивізії були перетворені на механізовані (мотострілецькі) дивізії, і почалося зменшення чисельності: до 1968 року у лавах Сухопутних військ залишилося шість механізованих і однієї бронетанкова дивізії. З 1970 по 1976 роки були сформовані ще дві мотострілецькі дивізії та одна бронетанкова дивізія. Отже до кінця Холодної війни Румунська народна армія нараховувала вісім мотострілецьких та дві бронетанкові дивізій. На випадок війни за рахунок мобілізаційних резервів формувалося щонайменше чотири мотострілецькі та одна танкова дивізія.
З 1947 по 1960 рік Румунія поділялася на три великі військові округи: Клуж-Напока, Бакеу та Бухарест на заході, сході та півдні відповідно. У воєнний час війська в кожному військовому окрузі перетворилися на армійський корпус зі штабами в Клуж-Напоці, Яссах та Бухаресті відповідно. У 1960 році військові округи були переформовані в три загальновійськові армії, 5 квітня 1980 році розгорнута ще одна — четверта армія.

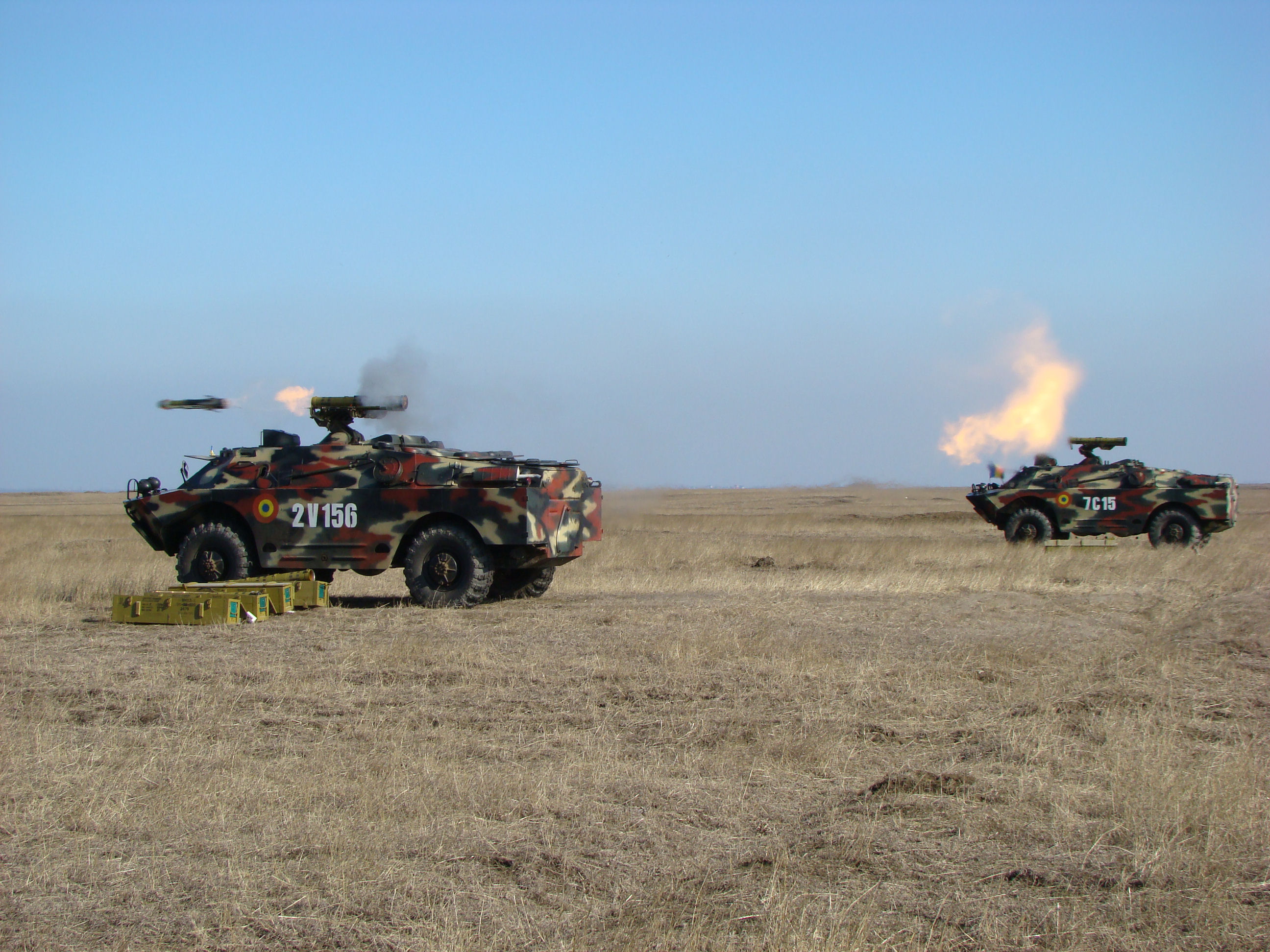
Стрільба ПТКР 9М113 «Конкурс» з самохідних установок 9П148 румунської армії

Наприкінці Холодної війни сухопутні війська Румунії налічували 140 000 особового складу, з них — дві третини військовозобов'язаних. У 1989 році існувало чотири армії: 1-ша армія в Бухаресті, 2-га армія — в Бузеу, 3-тя армія — в Крайові та 4-та армія — в Напоці. На 1989 рік Сухопутні війська складалися з восьми механізованих (піхотних) дивізій (1-ша — Бухарест, 2-га — Крайова, 9-та — Констанца, 10-та — Ясси, 11-та — Орадя, 18-та — Тімішоара, 67-ма — Бреїла і 81-ша — Деж), дві бронетанкові дивізії (57-ма танкова дивізія в Бухаресті і 6-та танкова дивізія в Тиргу-Муреш), одна бронетанкова бригада, чотири гірсько-піхотні бригади та чотири парашутно-десантні полки. Згідно з 165-річною «Історією сучасної румунської артилерії», в 1989 році 1-ша армія складалася з 1-ї механізованої, 57-ї танкової дивізій та 2-ї гірської бригади; 2-га армія — з 9-ї, 10-ї та 67-ї механізованих дивізій та 32-ї бригади тактичних ракет; 3-тя армія — з 2-ї і 18-ї механізованих дивізій, 7-ї танкової бригади та 4-ї гірської бригади; та 4-та армія — з 11-ї, 81-ї механізованих дивізій, 6-ї танкової дивізії, 1-ї та 5-ї гірських бригад і 37-ї бригади тактичних ракет.
Механізовані дивізії були організовані за радянськими зразками і складалися з трьох механізованих піхотних полків, одного танкового полку, маючи у своєму складі 10 700 солдатів і офіцерів, 130 основних бойових танків, 216 колісних бронетранспортерів, 30 колісних бойових розвідувальних машин, 18 легких САУ СУ-76, 54 120-мм міномети M-38/43, що буксируються (або 120-мм міномети Md.1982 румунського виробництва), 36 буксируваних 122-мм гаубиць M1938 (M-30) та 12 122-мм реактивних систем залпового вогню АПР-40 (румунського виробництва; які згодом, після масштабної модернізації, стануть ракетною системою LAROM). У порівнянні з аналогічними радянськими, угорськими чи болгарськими дивізіями, румунські були слабше оснащені як за кількістю, так і за якістю важкої зброї. Бронетанкові дивізії складалися з 3 танкових полків та одного мотострілецького полку плюс підрозділи підтримки й забезпечення. Артилерійські, протитанкові полки та полки ППО дивізій забезпечували вогневу підтримку, яка дозволяла маневрувати мотострілецьким і танковим полкам. Кожне з чотирьох армійських командувань мало також зенітну артилерійську бригаду та зенітно-ракетний полк. Три з чотирьох зенітно-ракетних полків були оснащені системами 2К12 «Куб», а четвертий полк — системами 9К33 «Оса». Наприкінці 1980-х артилерійські полки механізованих та танкових дивізій включали два артилерійські дивізіони та один дивізіон РСЗВ.
На озброєнні румунської армії перебували наступні зразки бойової техніки та озброєння. 2825 танків, зокрема 1059 застарілих танків Т-34-85, 785 радянських та чехословацьких танків T-55/-55A/-55AM, 415 румунських TR-77-580, 535 румунських TR-85-800 та 31 радянський танк Т-72 «Урал-1». 9-та і 11-та механізовані дивізії озброювалися румунськими танками TR-77-580, 2-га механізована дивізія і 57-ма танкова дивізія — танками TR-85-800, 10-та і 81-ша механізовані та 6-та танкова дивізії — радянськими та чехословацькими танками T-55/-55A/-55AM, тоді як три механізовані дивізії (1-ша, 18-та і 67-ма) були оснащені змішаним обладнанням, включаючи ряд застарілих радянських танків Т-34-85, у своїх механізованих полках. 1-ша механізована дивізія «Тудор Владимиреску» експлуатувала чотири типи танків: від сучасних радянських Т-72 «Урал-1», низці румунських ТР-77-580 і радянських танків Т-55А до застарілих Т-34-85.
Основу протитанкової оборони Сухопутних військ Румунії становили п'ять протитанкових (ракетно-артилерійських) полків (кожен з 36 румунськими 100-мм протитанковими гарматами M1977 та 12 самохідними протитанковими ракетними комплексами на базі 4x4 броньованої розвідувально-дозорної машини БРДМ-2) 9П133 (з протитанковими керованими ракетами 9М14 «Малютка») і 9П148 (з ПТКР 9М113 «Конкурс»). Полки, що підпорядковувалися командуванню армій, дислокувалися в районах, з найбільш небезпечними танкозагрозливими напрямками ймовірного наступу вірогідного противника. Крім цього, було також дев'ять протитанкових артилерійських дивізіонів, в основному підпорядкованих механізованим дивізіям, оснащених 100-мм протитанковими гарматами М1977 румунського виробництва, але більшість із старими радянськими 85-мм протитанковими гарматами Д-48.
Ракетні війська румунської армії були представлені ракетними дивізіонами ракет класу «земля-земля», що складалися з чотирьох батарей, кожна з яких була оснащена однією ракетною установкою. Румунська армія мала 32 тактичних ракетних комплекси з некерованою балістичної ракетою 9К52 «Луна-М» і 18 оперативно-тактичних ракетних комплексів 9К72 «Ельбрус». Кожна механізована дивізія мала у своєму штаті ракетний дивізіон «Луна-М», тоді як у двох із чотирьох командувань армії була також ракетна бригада 9К72 «Ельбрус».
Окремим родом військ румунської армії були спеціалізовані гірсько-стрілецькі війська, засновані в 1961 році. На 1989 рік вони нараховували 4 окремі гірські бригади й вважалися як найкраще підготовлені сили армії в комуністичній Румунії. Кожна бригада мала механізовану роту, оснащену бронетранспортерами MLVM та дивізіон 76-мм гірських гармат Md.1982 (аналоги югославської 76-мм гірської гармати M48), але більшу частину обладнання становило оснащення легкої піхотної частини.

### Румунська армія у посткомуністичний період
На початку 1990-х рр. після повалення режиму Чаушеску румунська армія зазнала серйозних випробувань. Деякі великі підрозділи були розформовані, а багато оснащення, озброєння та військової техніки армії було або знято з експлуатації або списано через сильний дефіцит коштів і продано. Структурно сухопутні війська також зазнали реорганізації — армії були перетворені на територіальні корпуси, полки скоротили до батальйонів. У середині 1990-х ситуація у сухопутних військах була критичною: військовий бюджет був утричі нижчим, ніж у 1989 році (636 млн доларів), 50 % техніки було старше 30 років, а 60 % бронетехніки та 85 % ракетних підрозділів не були боєздатними. Через відсутність палива та бойової підготовки рівень боєготовності та військовий потенціал армії був надзвичайно низьким (лише близько 30 % усіх сухопутних військ були спроможні діяти за призначенням). Однак після 1996 року уряд вжив серйозних заходів; військовий бюджет був значно збільшений, і розпочалась модернізація техніки. 11 квітня 2000 року офіційно розпочалася програма модернізації та реструктуризації збройних сил.

## Сучасна армія Румунії
Станом на 2005 рік до складу румунської армії входили вісім бойових бригади, чотири бригади бойової підтримки та дві бригади забезпечення. За планами мобілізації на випадок кризи армію посилювали десять бойових, п'ять бойової підтримки і дві бригади забезпечення. Багато з цих підрозділів були реорганізовані в рамках плану збройних сил на 2007 рік. Загальна чисельність Збройних сил Румунії становила близько 75 000 військовослужбовців та 15 000 цивільних осіб, загалом 90 000 чоловіків та жінок. З 75 000 військовослужбовців близько 43 000 перебувають у сухопутних військах.
За станом на 2020 рік Сухопутні війська Румунії перебувають на етапі глибокої триступеневої модернізації. У 2007 році був завершений перший короткостроковий етап (реорганізація командної структури та перехід на контрактну військову службу). 2015 рік ознаменувався завершенням другого етапу (оперативна інтеграція як в НАТО, так і в ЄС). На 2025 рік планується завершення довгострокового етапу реформ з повною технічної інтеграцією в НАТО та ЄС. На етапах реформування основні заходи спрямовувалися на модернізацію організаційно-штатної структури збройних сил, зменшення чисельності особового складу, а також придбання нових та модифікованих зразків озброєння й військової техніки, сумісних зі стандартами НАТО.
23 жовтня 2006 року Румунія скасувала обов'язкову військову службу. Це сталося завдяки поправці до конституції 2003 року, яка дозволила парламенту зробити військову службу добровільною. В жовтні 2005 року румунський парламент проголосував за скасування загальної військової повинності, й офіційно було прийнято програму модернізації та реформування Збройних сил, на які Румунія погодилася, вступивши до НАТО 29 березня 2004 року.

### Структура армії Румунії

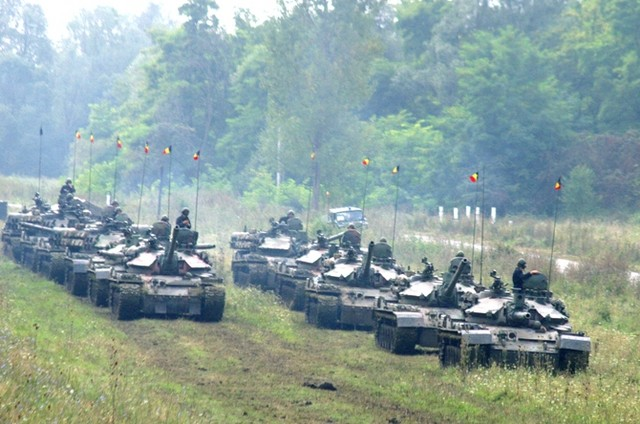
Танки TR-85 282-ї бронетанкової бригади «Уніря-Принчипателор» на навчаннях. 13 травня 2007
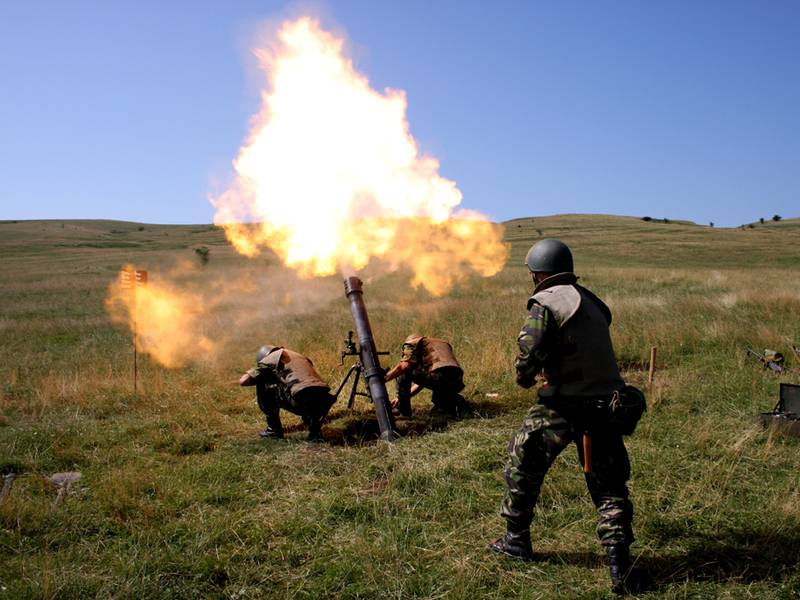
Румунська артилерія веде вогонь з 120-мм мінометів
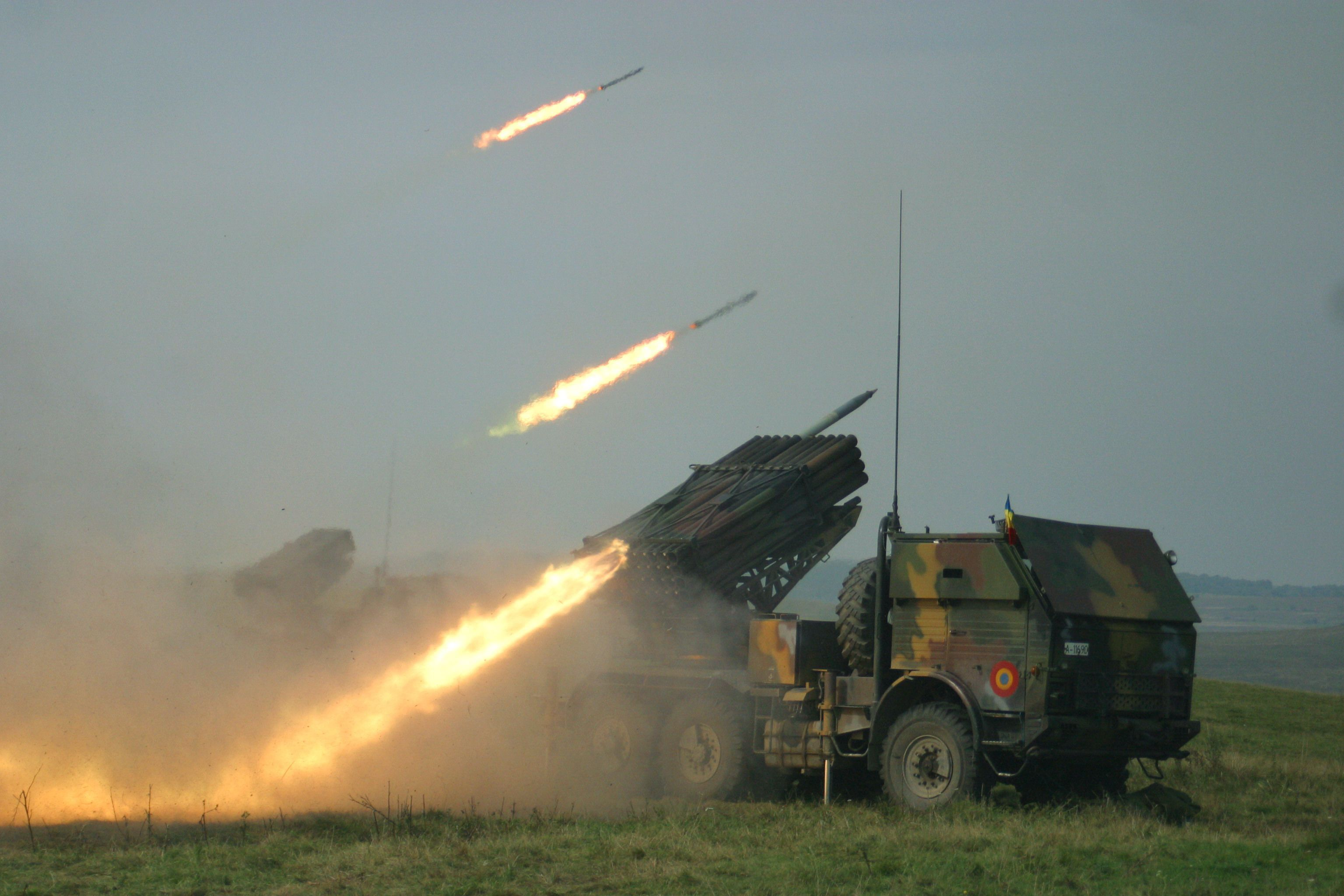
Стрільба румунських РСЗО LAROM у ході тренування
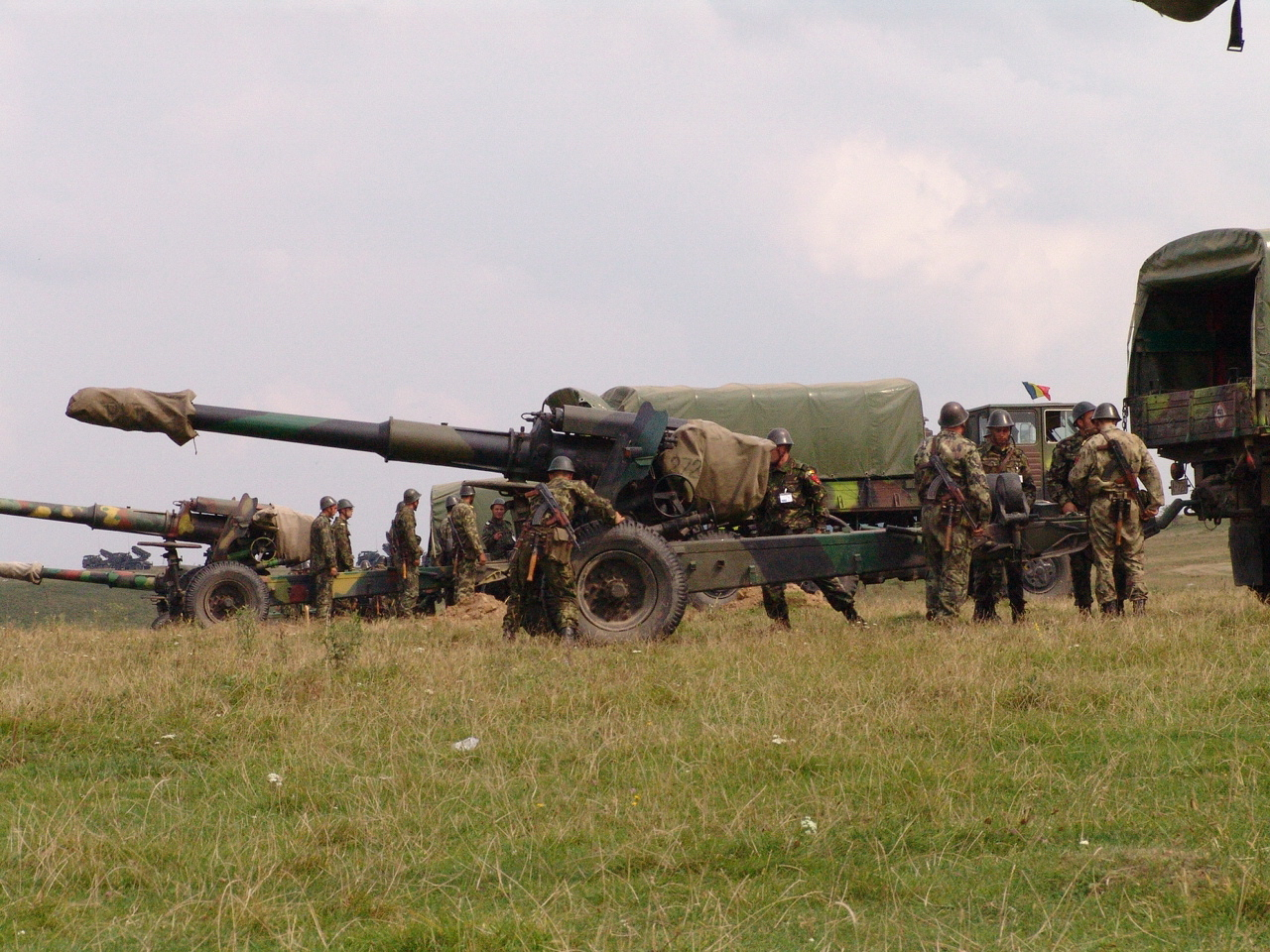
Артилерійська батарея 152-мм гаубиць M81. 11 вересня 2004
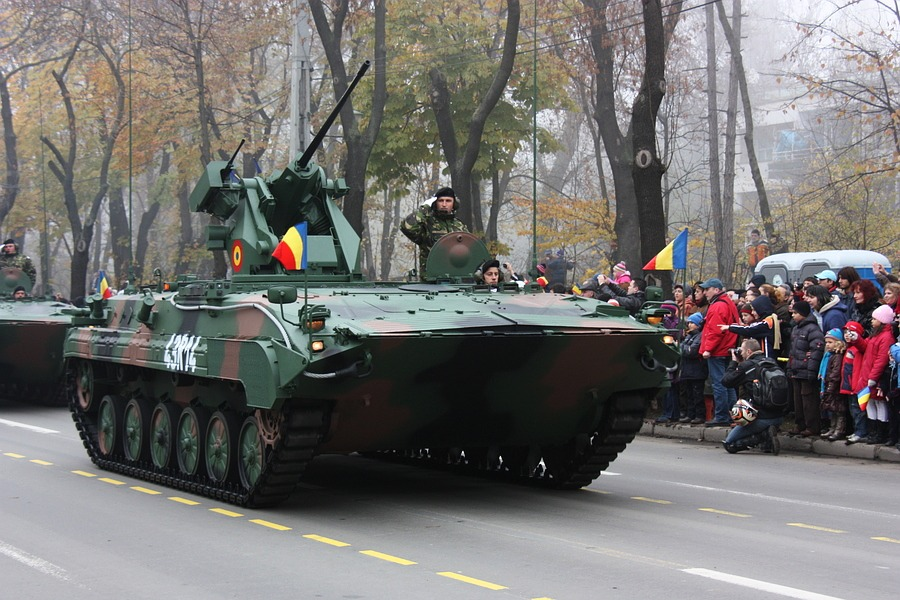
Румунська БМП MLI-84 на параді. 1 грудня 2008
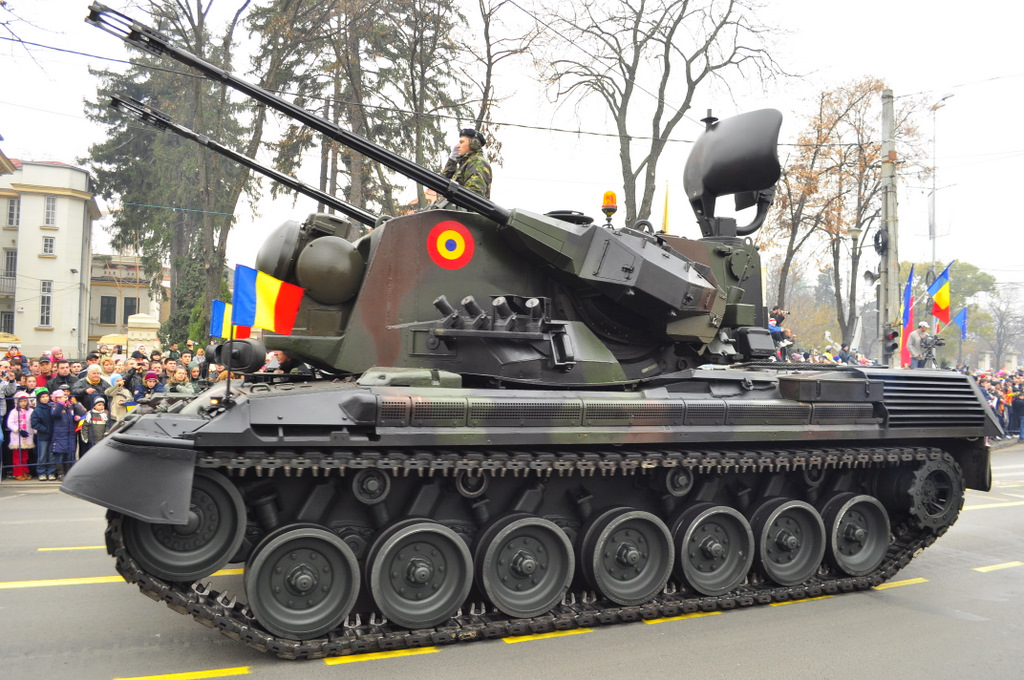
Румунська ЗСУ «Гепард» на параді. 1 грудня 2009

### Командування Сухопутних військ Румунії
- Головний штаб СВ (Бухарест)

Організаційно-штатна структура Сухопутних військ Румунії. 2025

  - 30-й полк охорони та протоколу імені Міхая Витязю (Бухарест)
  - Бухарестський гарнізон
  - 10-та інженерна бригада (Бреїла)
  - 2-га база логістики (Тирговіште)
    - 22-й транспортний батальйон «Димбовиця» (Тирговіште)
    - 102-й батальйон матеріально-технічного забезпечення (Буков)

  - 313-й розвідувальний батальйон «Буребіста» (Бухарест)
  - 265-й батальйон військової поліції (Бухарест)
  - 1-й батальйон CIMIC (Бухарест)
  - 45-й батальйон зв'язку та інформатики «Капітан Григоре Джосану» (Бухарест)
  - 300-й батальйон забезпечення «Сарміс» (Бухарест)
  - 500-й батальйон забезпечення (Бухарест)
- 2-га піхотна дивізія «Гетика» (Бузеу)
  - 200-й батальйон підтримки «Істриця» (Бузеу)
  - 528-й полк розвідки та спостереження «Влад Цепеш» (Бреїла)
  - 52-й змішаний артилерійський полк «Генерал Александру Телл» (Бирлад)
    - мінометний дивізіон
    - артилерійський дивізіон

  - 53-й зенітно-ракетний полк «Трофеум-Траяні» (Меджидія)
  - 61-й зенітно-ракетний полк «Пелендава» (Слобозія)
  - 3-тя логістична база «Заргідава» (Роман)
  - 3-й інженерний батальйон «Генерал Константин Поенару» (Бузеу)
  - 47-й батальйон зв'язку та інформатики «Генерал Ніколае Петреску» (Бузеу)
  - 49-й батальйон РХБ захисту «Арджеш» (Пітешть)
  - 202-й батальйон РХБ захисту «Генерал Георге Телеман» (Хуші)
  - 4-та група розміновування
  - 1-ша механізована бригада «Аргедава» (Бухарест)
  - Багатонаціональна бригада «Південний Схід» (Крайова)
  - 2-га гірсько-піхотна бригада «Сармізегетуза» (Брашов)
  - 9-та механізована бригада (Констанца)
  - 282-га танкова бригада «Уніря-Принчипателор» (Фокшани)
- 4-та піхотна дивізія «Геміна» (Клуж-Напока)
  - 400-й батальйон забезпечення «Феляку» (Клуж-Напока)
  - 317-й полк розвідки та спостереження «Владеша» (Клуж-Напока)
  - 69-й змішаний артилерійський полк «Сілванієй» (Шимлеу-Сілванієй)
    - 7-й мінометний дивізіон «Генерал Василе Данаку» (Флорешть)
    - 315-й артилерійський дивізіон «Симеон Бернуціу»

  - 50-й зенітно-ракетний полк «Андрей Мурешану» (Флорешть)
  - 4-та логістична база «Трансильванія» (Деж)
  - 53-й інженерний батальйон «Скоріло» (Деж)
  - 55-й батальйон зв'язку та інформатики «Напока» (Клуж-Напока)
  - 72-й батальйон РХБ захисту «Негру-Воде» (Сігішоара)
  - 15-та механізована бригада «Подул-Іналт» (Ясси)
  - 18-та піхотна бригада «Банат» (Тімішоара)
  - 61-ша гірсько-піхотна бригада «Вірджил Бедулеску» (М'єркуря-Чук)
  - 81-ша механізована бригада «Григоре Белан» (Бистриця)

- 6-та бригада спеціальних операцій імені Міхая Витязю (Тиргу-Муреш)
- 8-ма ракетна бригада «Александру Йоан Куза» (Фокшани)

## Військові звання Сухопутних військ Румунії

### Генерали та офіцери Сухопутних військ Румунії
| Код НАТО | OF-10   | OF-10   | OF-10   | OF-10   | OF-9    | OF-9    | OF-8                | OF-7           | OF-6               | OF-6               | OF-5    | OF-5    | OF-4                | OF-3  | OF-3  | OF-2    | OF-2    | OF-1       | OF-1          | OF-1          | OF(D)            | OF(D)            | OF(D)            | Student Officer  | Student Officer  | Student Officer  |
| -------- | ------- | ------- | ------- | ------- | ------- | ------- | ------------------- | -------------- | ------------------ | ------------------ | ------- | ------- | ------------------- | ----- | ----- | ------- | ------- | ---------- | ------------- | ------------- | ---------------- | ---------------- | ---------------- | ---------------- | ---------------- | ---------------- |
| Румунія  |         |         |         |         |         |         |                     |                |                    |                    |         |         |                     |       |       |         |         |            |               |               | Без відповідника | Без відповідника | Без відповідника | Без відповідника | Без відповідника | Без відповідника |
| Румунія  | Mareșal | Mareșal | Mareșal | Mareșal | General | General | General- locotenent | General- maior | General de brigadă | General de brigadă | Colonel | Colonel | Locotenent- colonel | Maior | Maior | Căpitan | Căpitan | Locotenent | Sublocotenent | Sublocotenent | Без відповідника | Без відповідника | Без відповідника | Без відповідника | Без відповідника | Без відповідника |

### Офіцери Повітрянодесантних військ Румунії
| Румунія | Без відповідника | Без відповідника | Без відповідника | Без відповідника | Без відповідника | Без відповідника | Без відповідника | Без відповідника | Без відповідника | Без відповідника |         |         |                    |       |       |         |         |            | Без відповідника | Без відповідника | Без відповідника | Без відповідника | Без відповідника | Без відповідника |               |               |               |
| Румунія | Без відповідника | Без відповідника | Без відповідника | Без відповідника | Без відповідника | Без відповідника | Без відповідника | Без відповідника | Без відповідника | Без відповідника | Colonel | Colonel | Locotenent-Colonel | Maior | Maior | Căpitan | Căpitan | Locotenent | Locotenent       | Locotenent       | Без відповідника | Без відповідника | Без відповідника | Без відповідника | Sublocotenent | Sublocotenent | Sublocotenent |

### Старшинський, сержантський та рядовий склад СВ Румунії
| Румунія                      |                              |                              |                    |                    |                    |                 |                 |           |           |               |               |               |               |               |               |         |         |         |         |         |         |                     |                      |                       |                       |         |         |        |        |        |        |        |        |        |        |
| Plutonier adjutant principal | Plutonier adjutant principal | Plutonier adjutant principal | Plutonier adjutant | Plutonier adjutant | Plutonier adjutant | Plutonier-major | Plutonier-major | Plutonier | Plutonier | Sergent-major | Sergent-major | Sergent-major | Sergent-major | Sergent-major | Sergent-major | Sergent | Sergent | Sergent | Sergent | Sergent | Sergent | Caporal clasa a I-a | Caporal clasa a II-a | Caporal clasa a III-a | Caporal clasa a III-a | Fruntaș | Fruntaș | Soldat | Soldat | Soldat | Soldat | Soldat | Soldat | Soldat | Soldat |